# Camponotus dimorphus
Camponotus dimorphus är en myrart som beskrevs av Carlo Emery 1894. Camponotus dimorphus ingår i släktet hästmyror, och familjen myror. Inga underarter finns listade.

## Bildgalleri

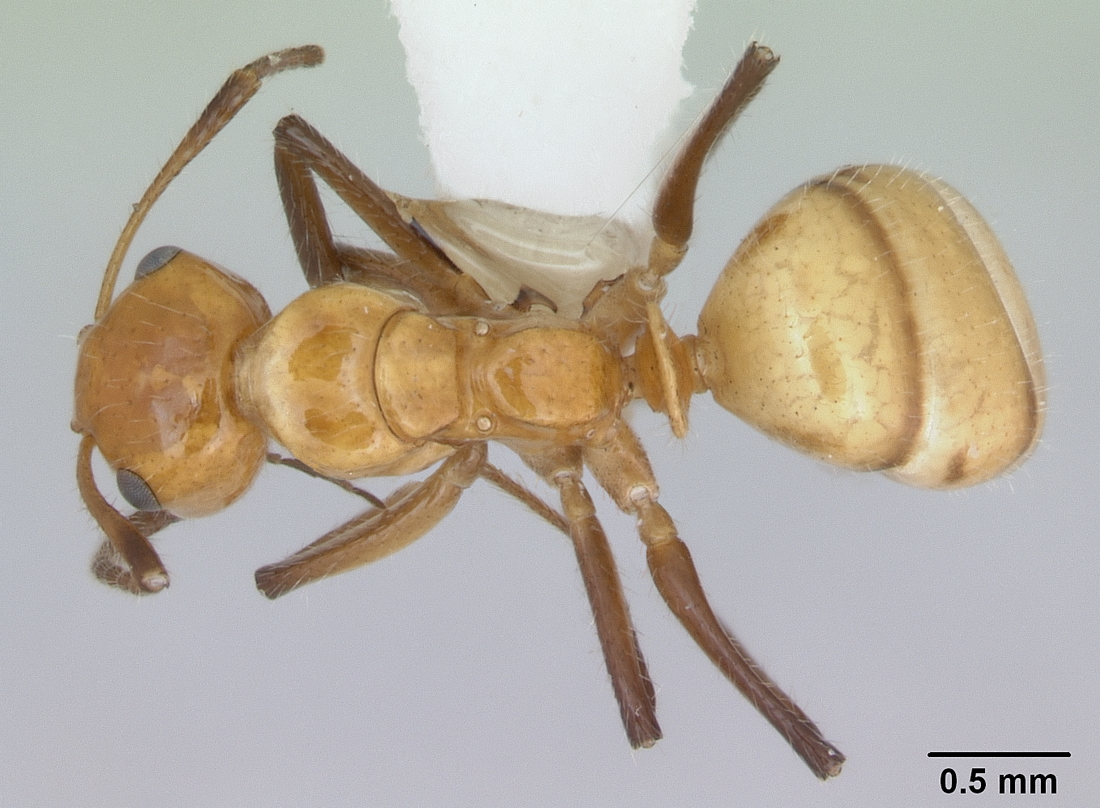
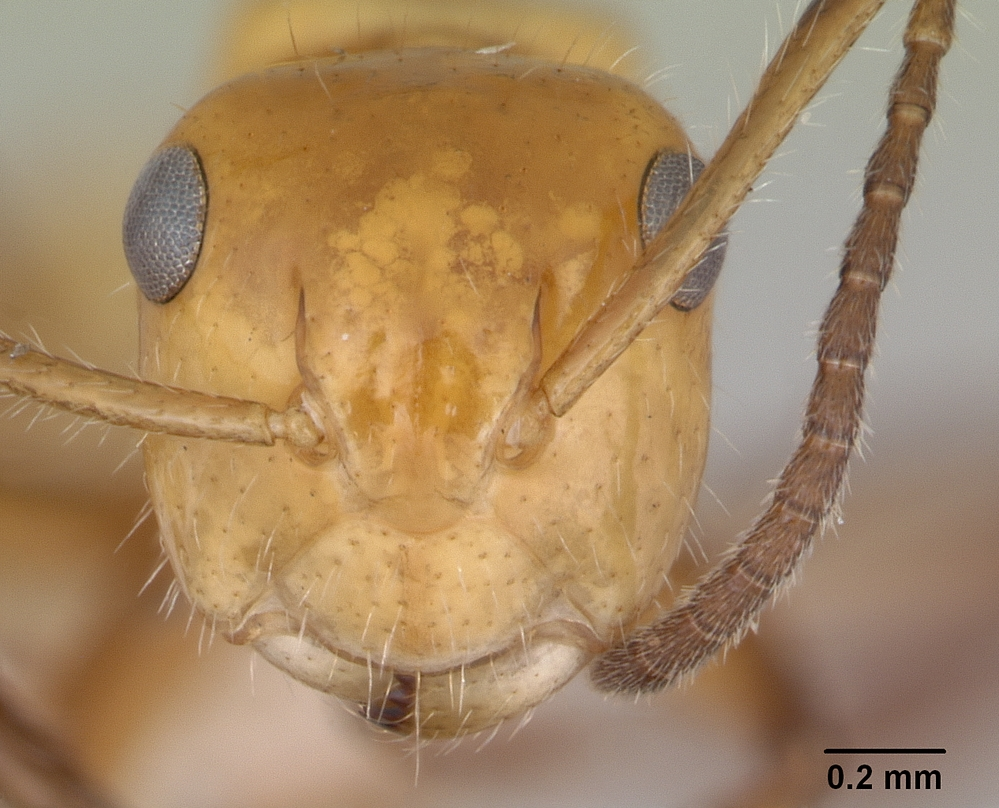
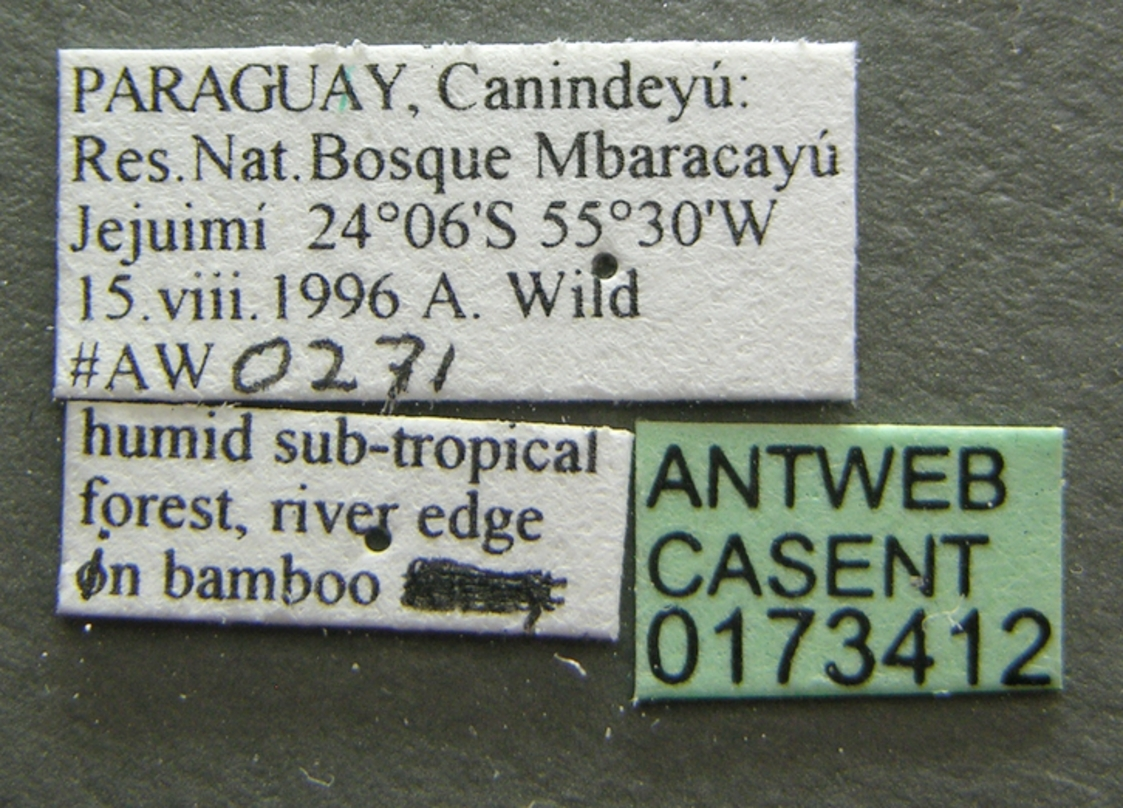
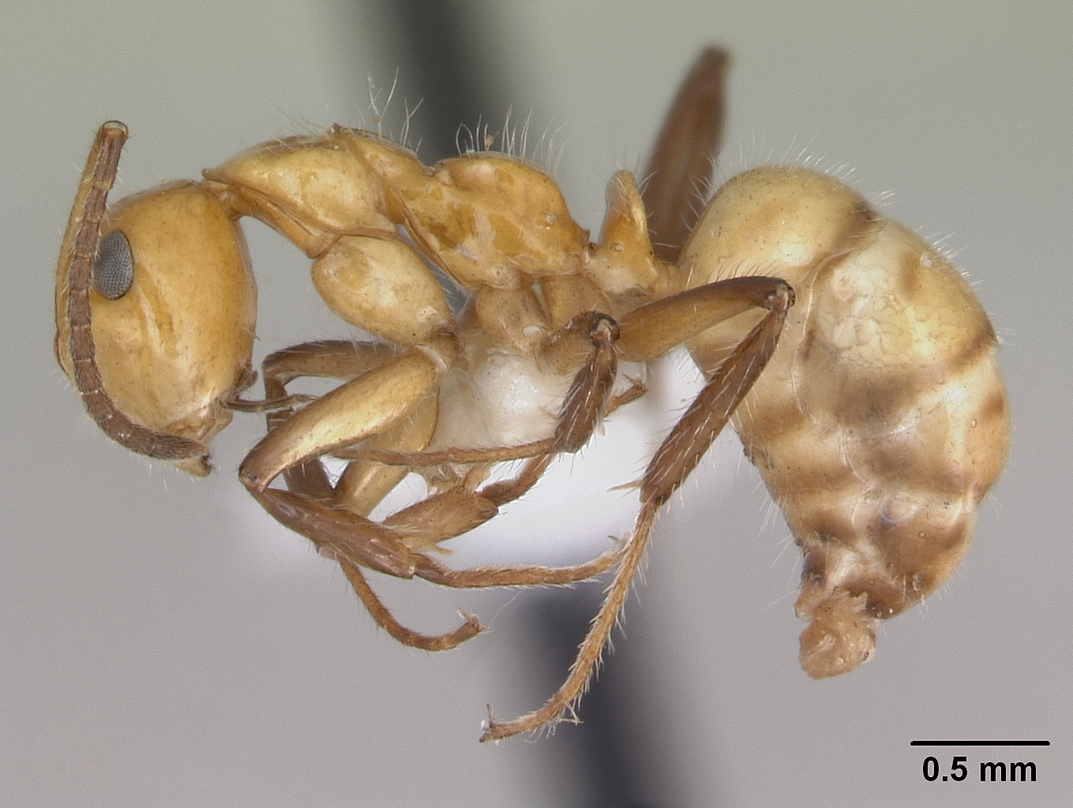
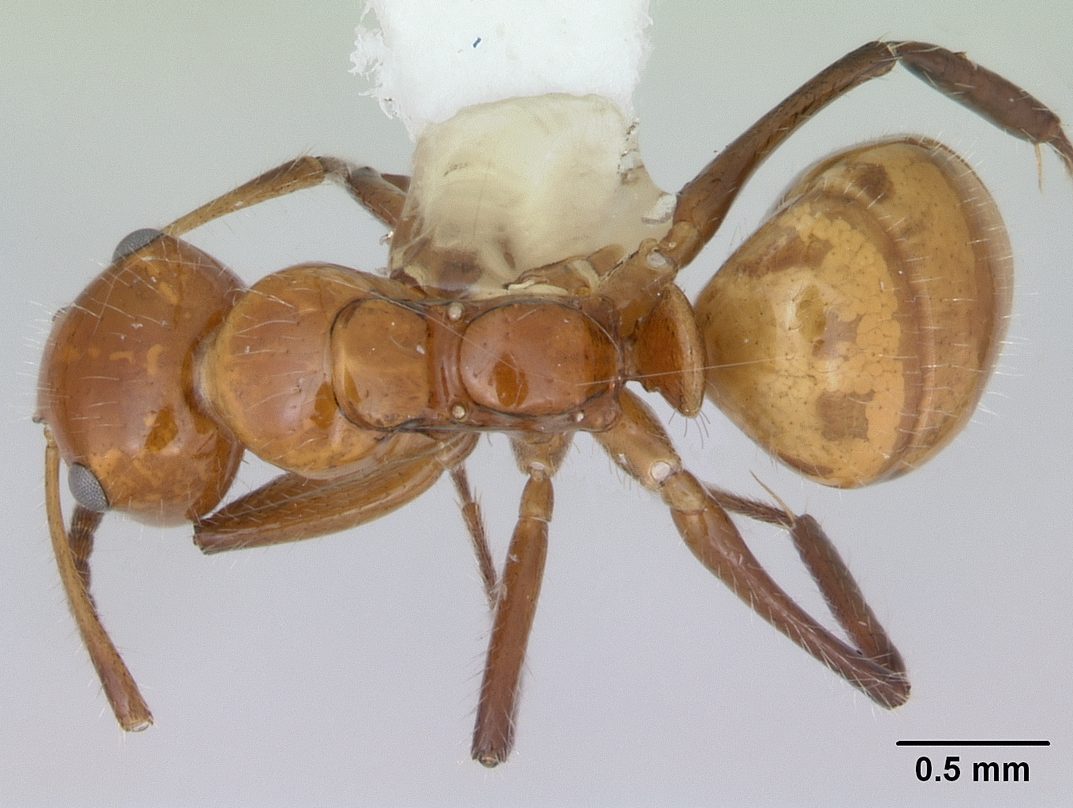
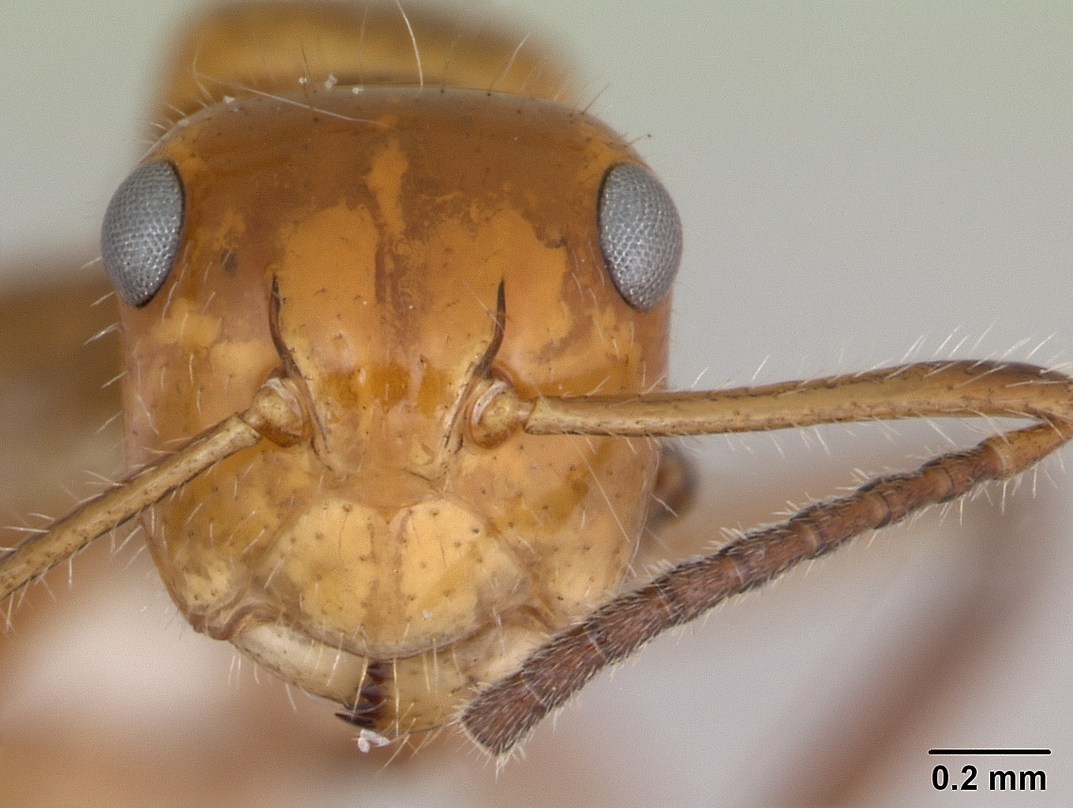